# Radicaal 127
Radicaal 127 is een van de 29 van de 214 Kangxi-radicalen dat bestaat uit zes strepen.
In het Kangxi-woordenboek zijn er 84 karakters die dit radicaal gebruiken.

## Karakters met het radicaal 127

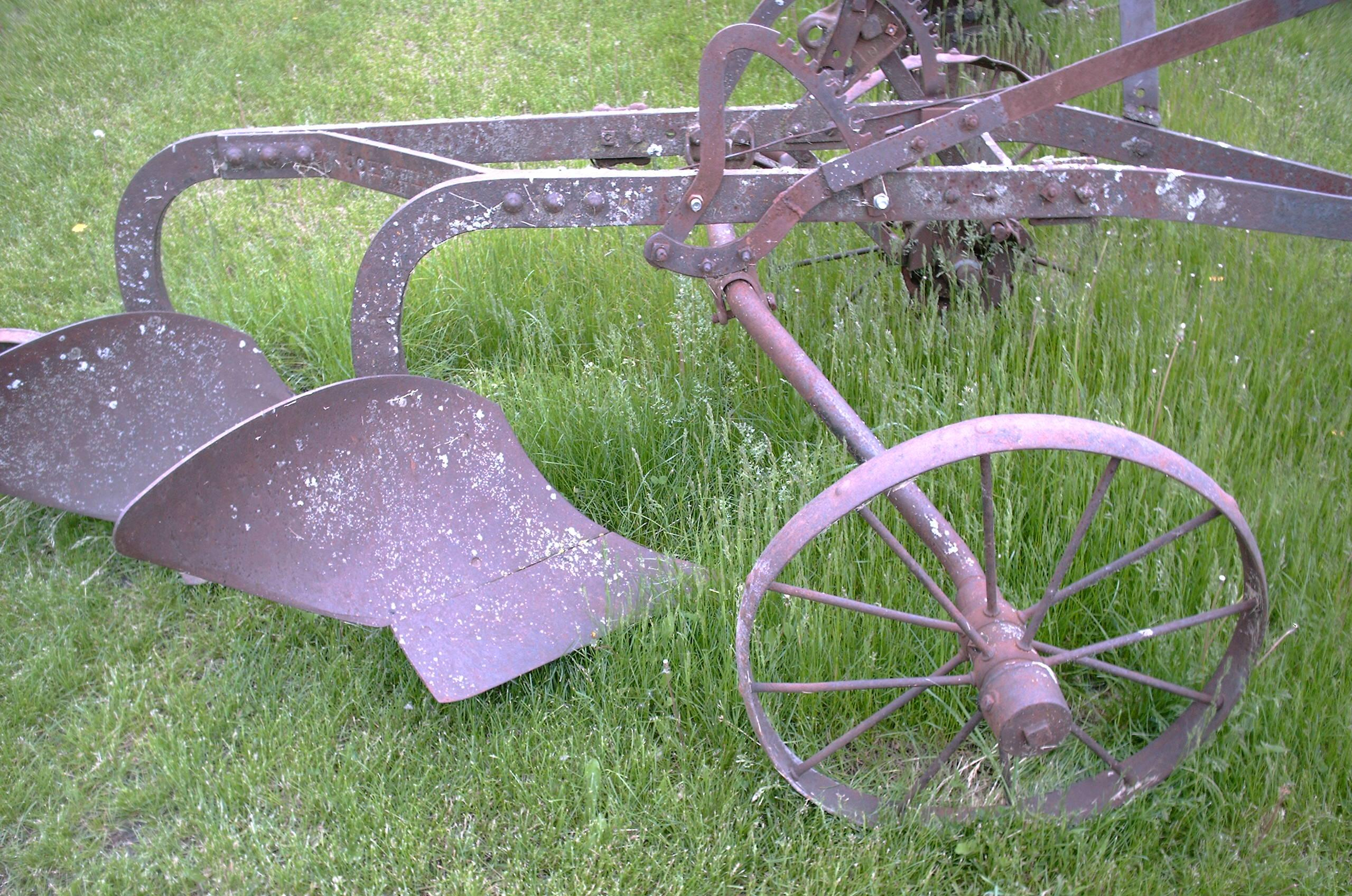
Oude ploeg

| Strepen | Karakter          |
| ------- | ----------------- |
| + 0     | 耒                |
| + 2     | 耓                |
| + 3     | 耔                |
| + 4     | 耕 耖 耗 耘 耙    |
| + 5     | 耚 耛 耜 耝 耞 耟 |
| + 6     | 耠                |
| + 7     | 耡 耢             |
| + 8     | 耣 耤 耥          |
| + 9     | 耦 耧             |
| + 10    | 耨 耩 耪          |
| + 11    | 耫 耬             |
| + 12    | 耭 耮             |
| + 14    | 耯                |
| + 15    | 耰                |
| + 16    | 耱 耲             |

Groot zegelkarakter
Klein zegelkarakter